# Mercey
Mercey – miejscowość i gmina we Francji, w regionie Normandia, w departamencie Eure.
Według danych na rok 1990 gminę zamieszkiwało 46 osób, a gęstość zaludnienia wynosiła 13 osób/km² (wśród 1421 gmin Górnej Normandii Mercey plasuje się na 832 miejscu pod względem liczby ludności, natomiast pod względem powierzchni na miejscu 804).